# Živko Milanov
Živko Kirilov Milanov (in bulgaro Живко Кирилов Миланов?, traslitterazione anglosassone Zhivko Kirilov Milanov; Sofia, 15 luglio 1984) è un allenatore di calcio ed ex calciatore bulgaro, di ruolo difensore.

## Carriera

### Club
Viene introdotto nelle giovanili Levski Sofia nel 1995, ma debutta con la prima squadra nel 2002.

### Nazionale
Dal 2007 ottiene numerose presenze con la nazionale bulgara.

## Palmarès

### Club

#### Competizioni nazionali
- Campionato cipriota: 3

APOEL: 2016-2017, 2016-2017, 2017-2018
- Campionato bulgaro: 3

Levski Sofia: 2005-2006, 2006-2007, 2008-2009
- Coppa di Bulgaria: 3

Levski Sofia: 2002-2003, 2004-2005, 2006-2007
- Supercoppa di Bulgaria: 2

Levski Sofia: 2005, 2007